# 拜莱氏栉笋螺
拜莱氏栉笋螺（学名：Duplicaria baileyi），是新腹足目笋螺科栉笋螺属的一种。主要分布于台湾，常栖息在浅海砂底。